# Benediktbeuern
Benediktbeuern je německá obec a farnost ležící ve spolkové zemi Bavorsko v hornobavorském okrese Bad Tölz-Wolfratshausen v podhůří Alp, na úpatí hory Benediktenwand, vysoké 1801 metrů. Obývá ji přibližně 3 700 obyvatel.
Obec se skládá ze šesti částí: Benediktbeuern (farní vesnice), Gschwendt, Häusern, Vormholz (osada), Straßberg (samota).

## Historie

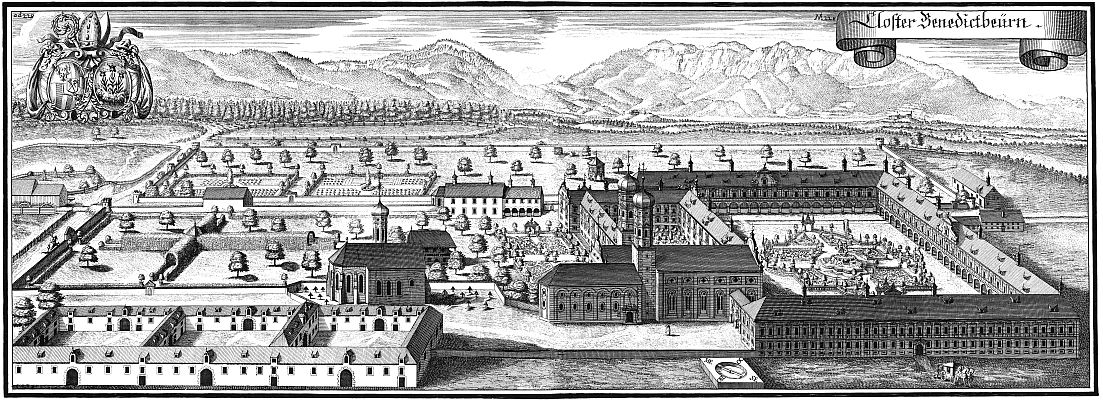
Klášter na vedutě J. Weninga, kolem roku 1700

Místo nazvané Buron založil pravděpodobně v letech 725-728 Karel Martell během dvou dobyvačných výprav do Bavorska, jako strážní místo a základnu na strategicky výhodném místě před Kesselbergem. V letech 739-740 bylo jako fundace rodiny Huosi založeno opatství benediktinů sv. Jakuba a sv. Benedikta, arcibiskup svatý Bonifác vysvětil jeho první kostel a uvedl do úřadu opata Lantfrida. Císař Karel Veliký daroval opatství relikvii z pravé paže sv. Benedikta, proto byl klášter přejmenován na Benedictoburanum. Po dokončení stavby kláštera byla založena klášterní škola. Nedaleko odtud v Kochel am See sídlil od 8. století ženský klášter, zničený v roce 908 nájezdem Maďarů. V roce 955 byl jimi zpustošen také mužský klášter. Ženský konvent byl přemístěn do Benediktbeuernu, kde až do 14. století sídlil na severní straně od mužského kláštera. Podvojný klášter byl roku 1031 znovu vystavěn v románském slohu a osídlen komunitou z Tegernsee. od té doby užíval jediný znak se dvěma zkříženými berlami, opata a abatyše.
Význam kláštera stoupl ve 12. a 13. století, kdy ve zdejším skriptoriu vznikaly iluminované rukopisy a působila zde zlatnická dílna. V roce 1273 zde bylo uspořádáno první procesí Božího těla v Bavorsku. V roce 1803 byl klášter zrušen při sekularizaci. Benediktbeuern se tehdy nazýval Laingruben, když se roku 1818 stal samostatnou obcí Bavorského království. Název kláštera převzal od 30. listopadu 1865.
V roce 1930 koupili klášterní budovy salesiáni Dona Bosca a zrekonstruovali je. Nyní tam žije asi 50 řeholníků. V areálu kláštera sídlí střední škola (filosoficko-teologická fakulta byla zrušena ve školním roce 2013/2014), vzdělávací centrum mládeže, informační centrum a ubytovna pro mládež (Jungebdgerberge).

## Památky

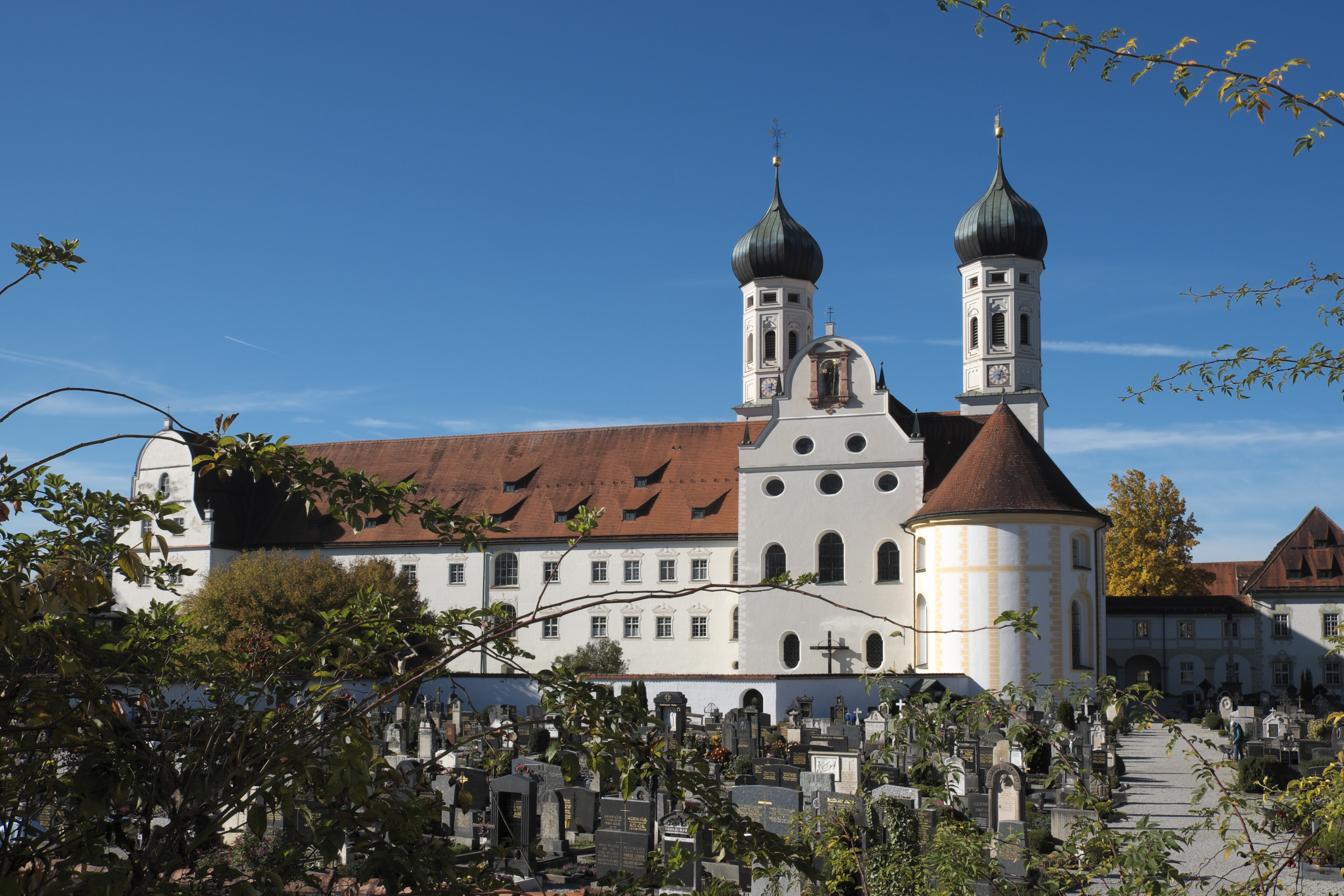
Klášter od východu

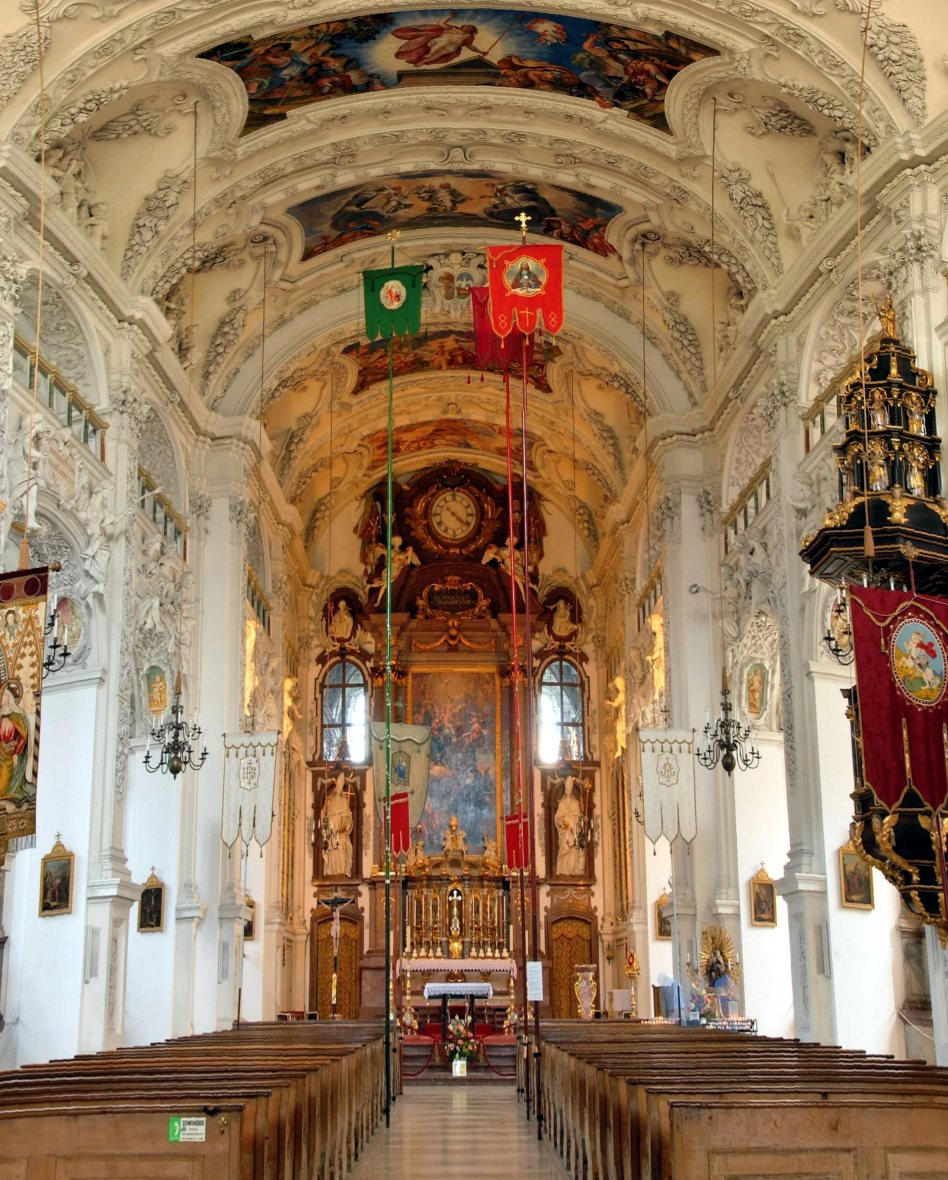
Interiér kostela s hlavním oltářem sv. Benedikta

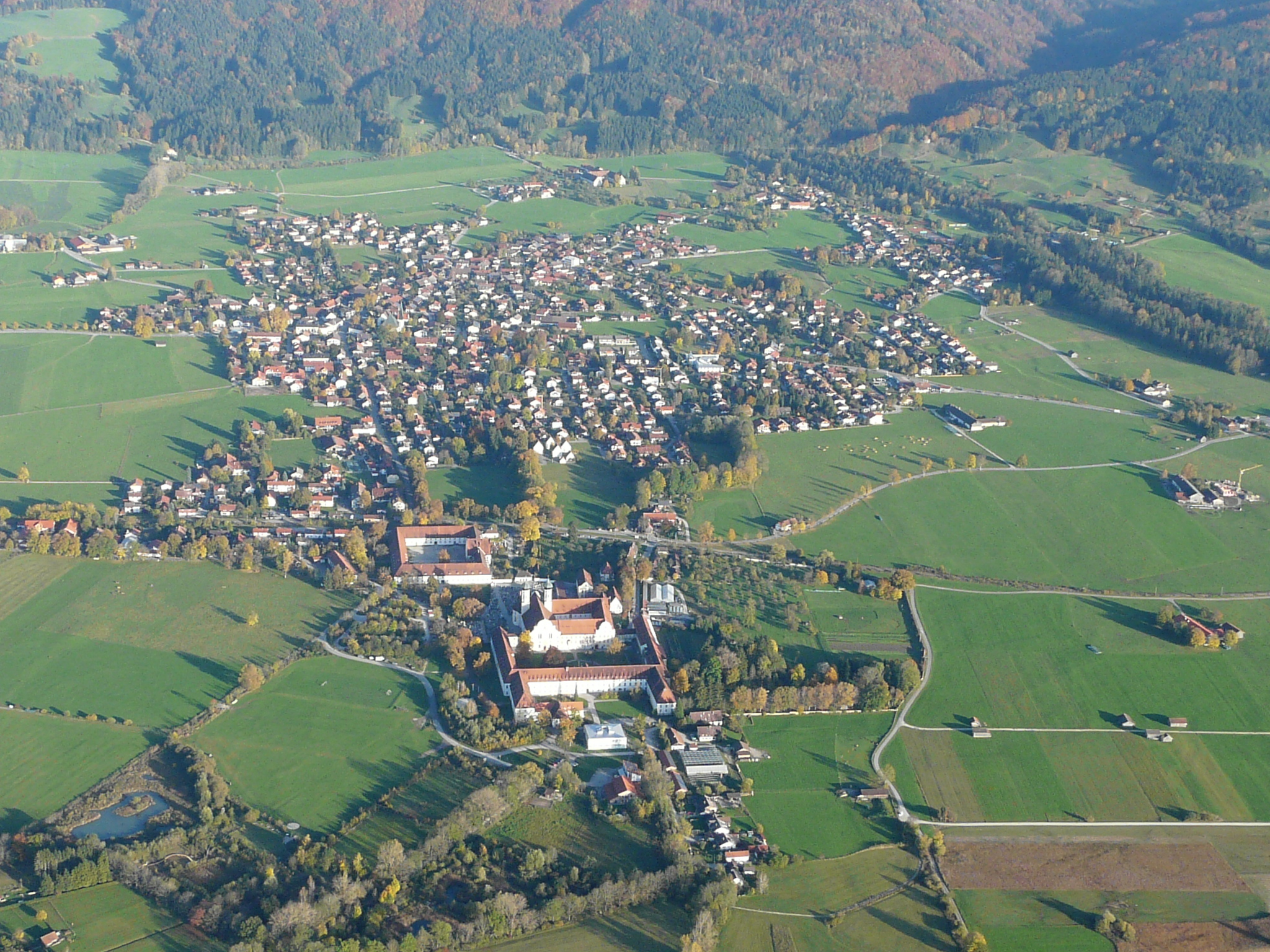
Pohled z balónu, od západu

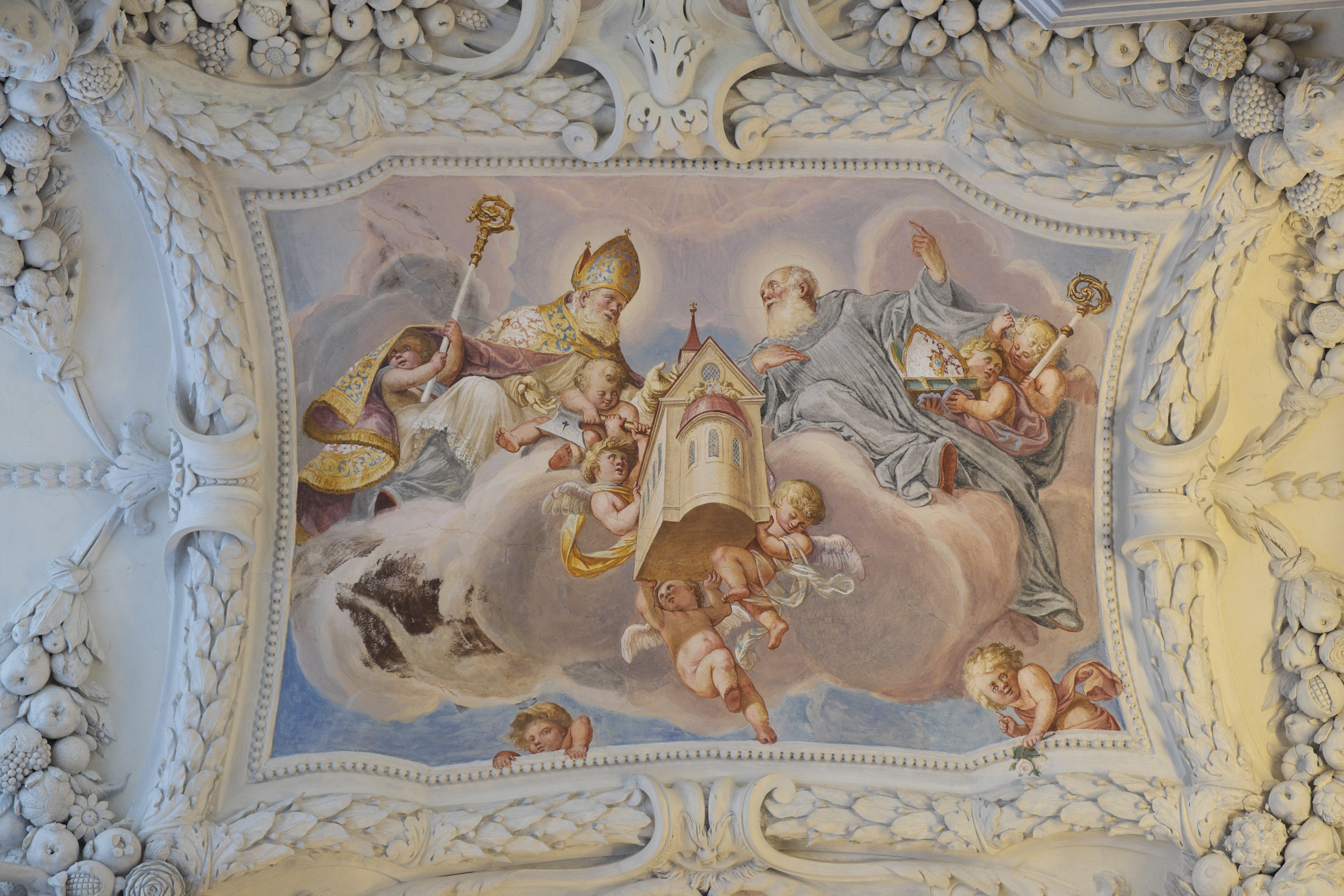
Arcibiskup svatý Bonifác a opat Landfrid zakládají klášter, freska na klenbě kostela, Hans Georg Asam

- Bývalé benediktinské opatství, založené v letech 739-740, znovu vystavěné po roce 1130 a v pozdně gotickém slohu.
  - Křížová chodba a refektář - pozdně gotické
  - Barokní stavby kláštera z let 1669–1679: slavnostní sál konventu vyzdobil nástěnnými malbami Stephan Kessler, prelaturu vymaloval Johann Baptist Zimmermann.
- Klášterní knihovna: sály a vybavení pocházejí z let 1722-1724, fresku Teologie a Filozofie namaloval Johann Baptist Zimmermann. V roce 1803 byl v knižním fondu nalezen vzácný rukopis písní ze 13. století Carmina Burana (nazývaný také Codex Buranus, nyní uložen v Bavorské státní knihovně v Mnichově). Výběr textů zhudebnil Carl Orff v letech 1935-1936.
- Klášterní kostel sv. Benedikta: na základech pozdně gotické trojlodní baziliky byl v letech 1680–1685 vybudován chrám v italském barokním slohu, projektant není znám, stavitelem byl Caspar Feichtmayr, fresky provedl Hans Georg Asam, otec Kosmy Damiána a Egida Quirina Asama, štukatury Franz Doll. Základy dvojvěží jsou pozdně gotické, cibulovité báně barokní. Kostel byl roku 1972 povýšen na basiliku minor.

- Rokoková kaple sv. Anastázie: oválná poutní kaple přiléhá ze severu k chóru kostela, v letech 1750-1758 ji postavil Johann Michael Fischer, relikviář s ostatky světice získanými roku 1030, oltářní obraz Nanebevzetí sv. Anastázie.
- Sloup sv. Leonarda - stojí severně od kostela, k němu se váže každoroční slavnost obce.
- Hřbitov přiléhá ke klášteru
- Fraunhoferova sklárna: v roce 1803 ji zřídil Pierre-Louis Guinand pro Josepha von Utzschneidera, v letech 1809 až 1819 zde zavedl Joseph von Fraunhofer dílnu pro optické přístroje. Objevil absorpční čáry ve slunečním spektru (Fraunhoferovy čáry) a vyrobil optická zařízení světového významu. Optické dílny Matematicko-mechanického institutu Utzschneider, Fraunhofer a Reichenbach zde sídlily do 2. poloviny 19. století.
- Muzeum životního prostředí a kultury sídlí v klášterním dvoře.

## Pravidelné kulturní akce
- Májka - staví se 1. května každý třetí rok, tj. 2018, 2021 ad., doprovází ji trhy
- červenec-srpen: koncerty v klášteře
- Slavnost sboru dobrovolných hasičů
- 6. listopadu: svátek sv. Leonarda, průvod asi 50 kočárů s kostýmovanými pasažéry
- 25. prosinec: svátek Narození Páně a sv. Anastázie;
- Od 2. adventní neděle vánoční trhy

## Osobnosti
- Kosma Damian Asam (1686–1739), zdejší rodák, malíř a designér činný v Bavorsku a v Praze
- Benedikt Henrici (1749–1799), sochař a architekt
- Alois Dirnberger (1823–1897), malíř
- Karl Meichelbeck (1669–1734), benediktinský historik, autor kroniky Chronicon Benedictoburanum
- Joseph von Fraunhofer (1787–1826), optik a fyzik
- Franz Marc (1880–1916) malíř, poslední rok zde žil a maloval, je pohřben v Kochel am See, kde je také jeho muzeum.
- Heinrich Kaminski (1886–1946), německý hudební skladatel, od roku 1914 učil v benediktinské škole hru na klavír, bydlel v Riedu, pohřben v Benediktbeuern.